# Solocal
Solocal è una società specializzata in pubblicità, comunicazione e marketing digitale per le imprese locali. Offre inoltre servizi di ricerca e intermediazione tra privati e professionisti. È uno dei principali gruppi europei in termini di entrate pubblicitarie su Internet. Solocal è quotata alla borsa di Parigi.